# لعروسي خليفة
```
لعروسي خليفة
 (
28 أكتوبر
 
1917
 
عين البيضاء
، 
ولاية أم البواقي
، 
الجزائر
- 
1 سبتمبر
 
1990
)، 
سياسي
 
جزائري
 وأول وزير للطاقة في أول حكومة تتشكل في عهد الجزائر المستقلة.
```

## نشأته
```
عاش لفترة من الزمن في مدينة 
عين البيضاء
 بأم البواقي وتعود أصول عائلة خليفة لعروسي إلى بلدية كوينين 
ولاية الوادي
، وهو ابن شقيق الشاعر 
محمد العيد آل خليفة
 أحد أعضاء 
جمعية العلماء المسلمين الجزائريين
، وكان من المحظوظين في ذلك الوقت، حيث وصل إلى مستوى تعليمي محترم وتخرج حاملا معه شهادة في الفلاحة، خاصة وأنه كان يجيد 
الفرنسية
 
والعربية
 معا، ولذلك عينته الإدارة الاستعمارية رئيس دائرة بفرنسا وهناك تزوج بامرأة فرنسية وأنجب منها طفلين.
```

## خلال ثورة التحرير الجزائرية
بعد اندلاع ثورة التحرير الجزائرية التحق لعروسي خليفة سنة 1955 بثورة التحرير بالولاية الخامسة التاريخية أين أصبح أكثر الشخصيات قربا من عبد الحفيظ بوصوف، ليؤسسا أول جهاز استخبارات جزائري خلال الثورة التحريرية بالمملكة المغربية مع مجموعة الشباب الجزائري ومنهم أبناء موظفين من أصل جزائري في المغرب. 
وبعدها تم تعيين خليفة لعروسي أمينا عاما لوزارة التسليح والاتصالات (MALG) ومدير مدرسة الإطارات، حيث تمت الاستفادة من خبرته كأول جزائري يصبح رئيس دائرة بفرنسا.
في سنة 1958 أصبح خليفة لعروسي رئيسا لديوان عبد الحفيظ بوصوف ومديرا لمدرسة إطارات وزارة التسليح والاتصالات، وفي سنة 1961 اتهم بوصوف زوجة خليفة لعروسي وهي فرنسية بتهمة الجوسسة لصالح فرنسا، وقام خليفة لعروسي بتطليقها سنة 1961 وترك أيضا صديقه عبد الحفيظ بوصوف ليلتحق بمحمد بوخروبة (هواري بومدين) بوجدة، ليسانده خلال أزمة صائفة 1962.

## بعد الاستقلال
بعد الاستقلال تم تعيين خليفة لعروسي نائبا في أول برلمان للجزائر المستقلة ثم وزيرا للتصنيع والطاقة.
وقال الطاهرالزبيري، إن خليفة لعروسي كان يتمتع بثقافة واسعة وانضباط تنظيم دقيق وكان «رمزا للإداري الذي يتلقى الأوامر ويبلغها»، وسنة 1965 وقف خليفة لعروسي مع بومدين في انقلابه العسكري على بن بلة، مضيفا أن لعروسي وقف معه في محاولة الانقلاب على بومدين في 14 ديسمبر 1967واعتقل واتهم بالمشاركة في الحركة، وحكم عليه بالسجن لمدة أربع سنوات ولكن أطلق سراحه بعد سنة واحدة قضاها في السجن.
عين سفيرا للجزائر بلندن، ثم مديرا عاما لشركة الخطوط الجوية الجزائرية في سبعينيات القرن الماضي، قبل أن يتم تعيينه ممثلا للجزائر في مجلس الأمن والسلم المقرب من الكتلة الشرقية في فترة عرفت تصاعد الحرب الباردة بين المعسكرين الشرقي والغربي، وساعده منصبه ذلك في تأليف كتابين في هذا الشأن وقامت زوجته شخصيا بتصفيف الكتابين بالآلة الراقنة وكانت خير عون له عند نشرهما، وبعدها تفرغ للحياة العلمية ودرس الصيدلة بجامعة الجزائر ليفتح بعد تخرجه صيدليته الخاصة ومخبرا صغيرا للأدوية بمساعدة زوجته والتي كانت تشرف أحيانا على صندوق المال إلى غاية وفاته يوم 1 سبتمبر 1990.
قرر لعروسي خليفة الزواج بعد الاستقلال مجددا، وطلب من الشيخ عبد الرحمان شيبان () أن يخطب له بنتا، وكان بالفعل أن خطب له بنتا من عائلة «كباش» المعروفة بولاية بجاية، وتزوجها وهي التي أنجبت ثلاثة أبناء منهم، عبد المؤمن الذي أصبح أصغر رئيس لأكبر إمبراطورية اقتصادية ومالية في تاريخ الجزائر المستقلة والذي كان مطاردًا في بريطانيا.